# Kees de Marees van Swinderen
Jhr. Cornelis (Kees) de Marees van Swinderen (Groningen, 11 maart 1890 – Paterswolde, 9 november 1961) was een Nederlands journalist.

## Levensloop
Van Swinderen promoveerde in 1917 in de rechten op stellingen aan de universiteit van Groningen. Vervolgens werd hij ambtenaar bij de Staatsmijnen in Heerlen en bij het kantongerecht te Groningen alvorens een journalistieke loopbaan te beginnen. Hij was tientallen jaren correspondent voor onder andere het Nieuwsblad van het Noorden waar hij berichtte uit de Balkan en uit het Duitsland onder Hitler; uit en over Duitsland en met name Berlijn bleef hij tot in de jaren 1950 voor de genoemde krant berichten. Voor de kritiek op Hitlers bewind werd hij gearresteerd door de Sicherheitspolizei maar al snel weer vrijgelaten. Hij was tevens sportverslaggever, met name over atletiek. Hij was zelf enige tijd voorzitter van het district Groningen en Drenthe van de Koninklijke Nederlandse Atletiek Unie. Hij was zelf voetballer geweest bij Forward en schaatser. In 1956 stond hij op de kieslijst voor de Tweede Kamerverkiezingen voor de Nationale Unie. Jhr. dr. C. de Marees van Swinderen overleed op 71-jarige leeftijd.

## Familie
Van Swinderen was een telg uit het geslacht Van Swinderen, een zoon van bestuurder en rechter jhr. mr. Dirk Rudolph de Marees van Swinderen (1862-1943) en Albertine Christine Tjaden Busmann (1860-1893). Hij trouwde in 1919 met Elizabeth Barbara van Calcar (1891-1926) en na haar overlijden in 1928 met Jeanne Jospehine Browne (1900-1983). Uit beide huwelijken had hij geen kinderen.